# Atto di indipendenza di Trinidad e Tobago 1962
L'atto di indipendenza di Trinidad e Tobago del 1962 è stato un atto del Parlamento del Regno Unito che ha concesso l'indipendenza a Trinidad e Tobago con effetto dal 31 agosto 1962 .
La legge prevedeva anche la concessione di una nuova Costituzione di Trinidad e Tobago.

## Storia
Il disegno di legge venne presentato, per la prima volta alla Camera dei Comuni del Regno Unito, come disegno di legge sull'indipendenza di Trinidad e Tobago il 4 luglio 1962, dal Segretario di Stato per le colonie, Reginald Maudling. È stato quindi approvato alla Camera dei Comuni dopo una terza lettura e commissione il 6 luglio 1962, senza alcun emendamento. Arrivò alla Camera dei lord il 9 luglio 1962 e letto da George Petty-Fitzmaurice, VIII marchese di Lansdowne, che ricopriva l'incarico di Ministro di Stato per gli affari coloniali. Venne approvato dalla Camera dei Lords il 26 luglio 1962 senza alcuna modifica.
Il disegno di legge ricevette l'assenso reale il 1' agosto 1962 dalla regina Elisabetta II ed è stato pubblicato sulla London Gazette il 3 agosto 1962. 

## Contenuto
Le aree chiave della legge includevano:
- Sezione 1 - Cessione di responsabilità dal Regno Unito
- Sezione 2 - Effetti della cittadinanza e della nazionalità britannica . Questa sezione è stata successivamente abrogata dal British Nationality Act 1981 .
- Primo allegato - conferimento di poteri legislativi al legislatore di Trinidad e Tobago